# Qasr Al Azraq

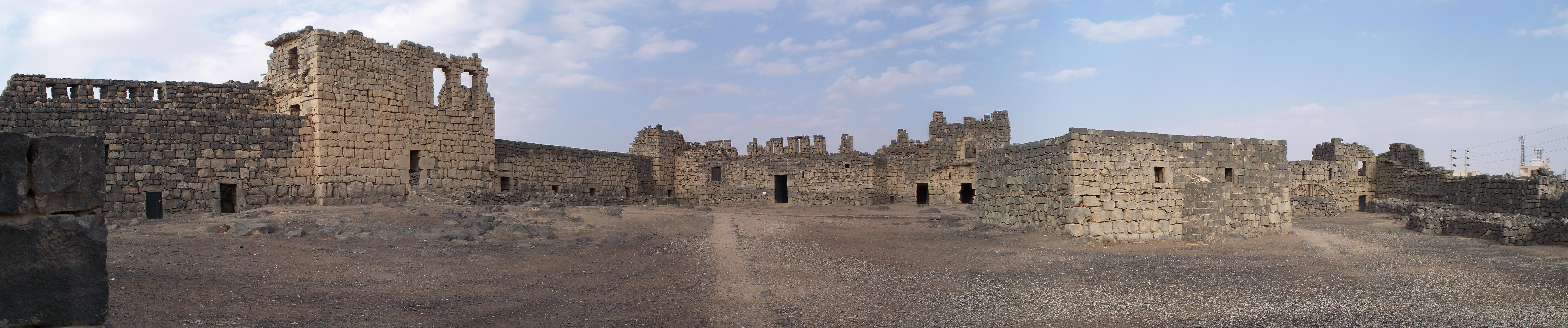
Qasr al-Azraq

El castillo de Qasr Al Azraq o simplemente Qasr Azraq, la "fortaleza azul" en árabe, está situado a unos 100 km al este de Amán, en las afueras de la ciudad de Azraq. Forma parte de los llamados castillos del desierto.
Su valor estratégico se debe a un cercano oasis, la única fuente de agua en esta desértica región. Los romanos militarizaron este lugar por primera vez, y más tarde se construyó una mezquita. La construcción definitiva fue realizada por los mamelucos en el siglo XIII, explotando las canteras de basalto de la zona, con lo que el castillo tiene un aspecto mucho más oscuro que el resto de edificios cercanos.
Más tarde, fue usado por los otomanos durante su hegemonía sobre la región. Durante la Rebelión Árabe, T. E. Lawrence centró aquí sus operaciones entre 1917 y 1918.

## Arquitectura

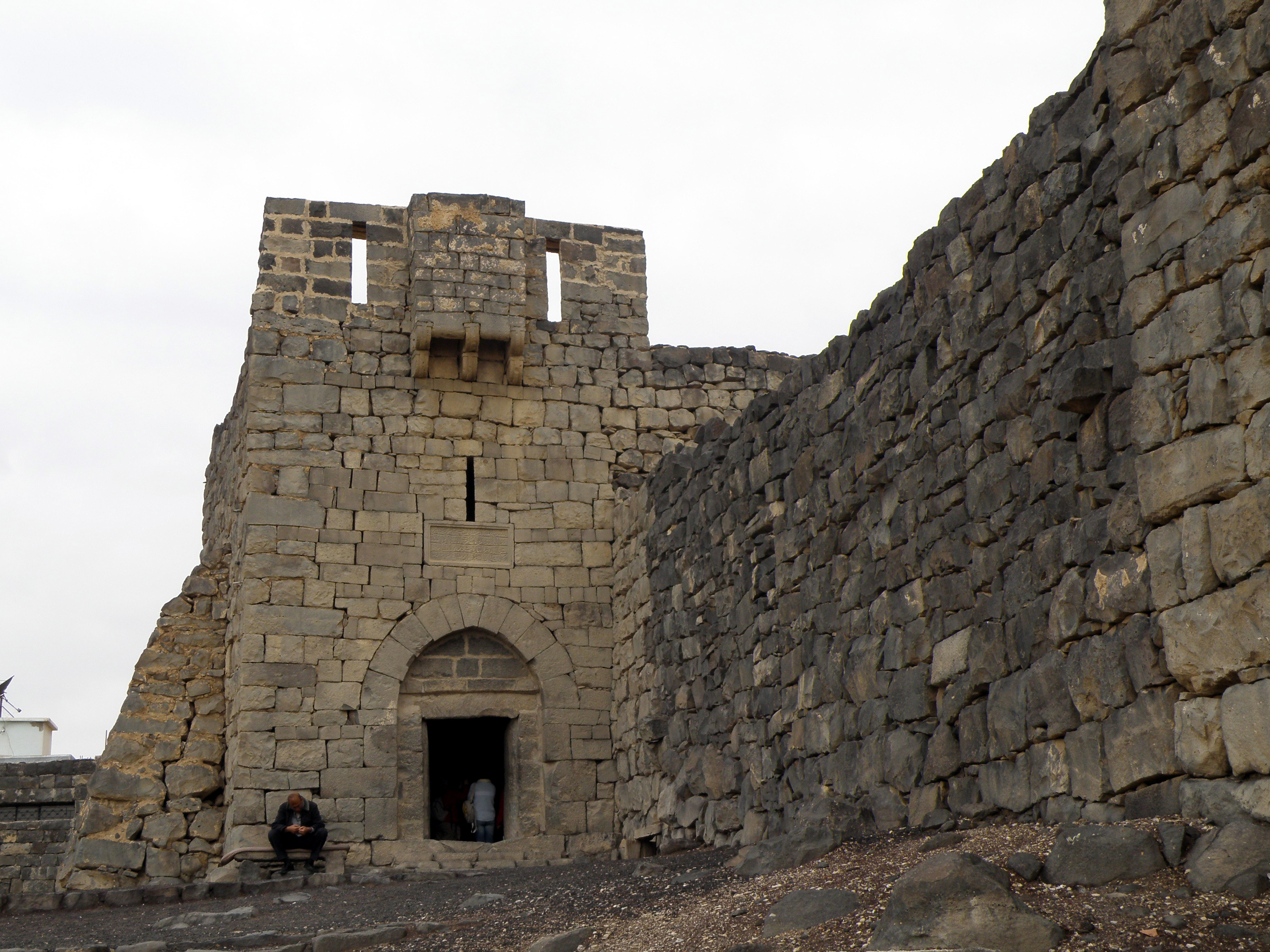
Entrada principal al castillo de Al Azraq

El castillo, de basalto, tiene una estructura cuadrada de 80 metros de lado. En el interior hay un gran patio, en cuyo centro hay una mezquita de la época omeya. En cada esquina hay una torre oblonga. En la entrada principal hay una losa de granito a modo de puerta que se abre a un vestíbulo en el que pueden verse aún el grabado en el pavimento de un viejo juego romano. Cada una de las losas de la puerta pesa una tonelada, pero las hojas se abren con facilidad gracias a las bisagras untadas con aceite de palma. La razón es que no hay madera en las cercanías, salvo las palmeras.

## Historia
La importancia de este lugar se halla en el oasis de Azraq, la única fuente de agua permanente en unos 12 000 km² de desierto.
Se cree que los primeros habitantes de este lugar fueron los nabateos, hasta que en el año 300 cayó en poder de los romanos, bajo el gobierno de Diocleciano. Los romanos construyeron una estructura de piedra basáltica que serviría de base a futuras construcciones. Probablemente, los bizantinos y los omeyas ocuparon este lugar, pero finalmente fueron los mamelucos quienes levantaron en torno a 1237 la fortaleza tal como la conocemos.
En el siglo XVI, los turcos otomanos se establecieron en el castillo, y durante el invierno de 1917, T. E. Lawrence estableció aquí su cuartel general para organizar la lucha contra el Imperio otomano. La sala ocupada por Lawrence durante su estancia aún puede verse encima de la puerta de entrada.
Puesto que se encuentra cerca de la autopista 40, la visita a este castillo incluye las del Qasr Kharana y el Qusair Amra, dentro del marco de los castillos del desierto.